# Madagaskar i olympiska sommarspelen 1980
Madagaskar deltog med 11 deltagare vid de olympiska sommarspelen 1980 i Moskva. Ingen av landets deltagare erövrade någon medalj.

## Boxning
Lättvikt
- Sylvain Rajefiarison
  - Första omgången — Förlorade mot Jesper Garnell (Danmark) på poäng (0-5)

## Friidrott
Herrarnas 800 meter
- Tisbite Rakotoarisoa
  - Heat — 1:50,5 (→ gick inte vidare)

Herrarnas 1 500 meter
- Tisbite Rakotoarisoa
  - Heat — 3:55,9 (→ gick inte vidare)

Herrarnas 10 000 meter
- Jules Randrianari
  - Heat — 31:18,4 (→ gick inte vidare)

Herrarnas maraton
- Jules Randrianari
  - Final — 2:19:23 (→ 25th place)

Damernas 800 meter
- Albertine Rahéliarisoa
  - Heat — 2:11,7 (→ gick inte vidare)

Damernas 1 500 meter
- Albertine Rahéliarisoa
  - Heat — 4:30,8 (→ gick inte vidare)